# 블루북

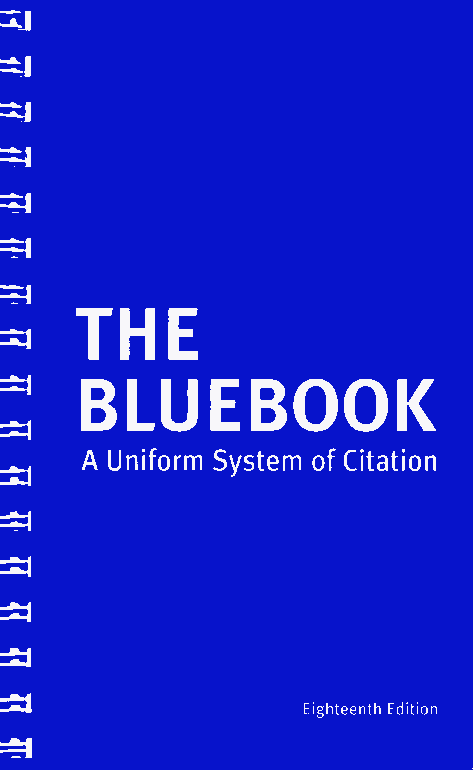
블루부 제18판 커버

블루북(The Bluebook: A Uniform System of Citation)은 미국에서 법률관련 저술에서 인용을 할 때 사용되는 표준 양식 지침서의 하나이다. 블루북은 하버드 로스쿨 법대생들에 의해 발간되는 하버드 로리뷰에서 처음 만들었고 현재 컬럼비아 로리뷰, 펜실베이니아 대학교 로리뷰, 예일 로저널간 공동 발간하고 있다. 현재, 18번째 개정판이 발간되었다. 이 책자의 표지가 파란색이라서 블루북이라는 이름이 붙었다. 블루북이 제시하는 엄격한 인용법을 법학 저널은 물론 많은 법률논문이 규범처럼 따르고 있다. 또 다른 지침서로 시카고 대학에서 발간되는 지침서(The University of Chicago Manual of Legal Citation, 마룬북이라고도 불린다)과 ALWD 인용 지침서(ALWD Citation Manual: A Professional System of Citation)가 있다. 법률인용 지침에 따라 정확히 인용을 했는지 확인하는 행위를 동사로 블루북 또는 불루북킹(bluebook, bluebooking)하다라고 쓰인다. 대부분의 로스쿨 1학년에 학생들은 이 인용 방법을 익히게 된다.

## 블루북 목차
18판은 총 21개의 장으로 나뉘어 있다.
1. Structure and Use of Citations
2. Typefaces for Law Reviews
3. Subdivisions
4. Short Citation Forms
5. Quotations
6. Abbreviations, Numerals, and Symbols
7. Italicization for Style and in Unique Circumstances
8. Capitalization
9. Titles of Judges, Officials, and Terms of Court
10. Cases
11. Constitutions
12. Statutes
13. Legislative Materials
14. Administrative and Executive Materials
15. Books, Reports, and Other Nonperiodic Materials
16. Periodical Materials
17. Unpublished and Forthcoming Sources
18. Electronic Media and Other Nonprint Resources
19. Services
20. Foreign Materials
21. International Materials

## 블루북 인용 예제

### 규칙 1-9: 소개와 일반적인 규칙들
밑줄친 굵은 글자 표기는 단지 각 항목의 구별을 위해 추가된 것이다. 이탤릭채인 소문자 표기는 블루북이 법률 논문 작성시에 요구하는 것이다.
주의:
- 저자의 이름은 그 문서에 표기된 이름을 말한다. 만약 문서에 "by Jennifer 8. Lee"라고 쓰여 있다면, 만약 운전면허증에 "Jennifer Eight. Lee"라고 써있다고 하더라도, 그렇게 "Jennifer Eight. Lee" 라고 쓰지 않는다.
- 출판일은 그 출판물이 인쇄된 달이다.
- 5월May, 6월June, 7월July, 9월September (Sept.)을 제외하고, 모든 달에는 달 이름의 앞의 세글자만을 약자로 사용한다.

#### 규칙 16.5: 신문 인용
간략한 일반적인 인용 방법은 다음과 같다:
저자 이름, 기사 제목, 신문 이름, 발행 날짜, 인용한 페이지.
예를 들면 다음과 같다:
Ari L. Goldman, O'Connor Warns Politicians Risk Excommunication over Abortion, N.Y. TIMES, June 15, 1990, at A1.

## 같이 보기
- 인용
- 표절